# 65 Arietis
65 Arietis, som är stjärnans Flamsteed-beteckning, är en ensam stjärna belägen i den mellersta delen av stjärnbilden Väduren. Den har en skenbar magnitud på ca 6,07 och är mycket svagt synlig för blotta ögat där ljusföroreningar ej förekommer. Baserat på parallaxmätning inom Hipparcosuppdraget på ca 9,5 mas, beräknas den befinna sig på ett avstånd på ca 345 ljusår (ca 106 parsek) från solen. Den rör sig närmare solen med en heliocentrisk radialhastighet av ca -6 km/s.

## Egenskaper
65 Arietis är en blå till vit stjärna i huvudserien av spektralklass A1 V. Den har en massa som är ca 2,5 solmassor, en radie som är ca 2,7 solradier och utsänder ca 37 gånger mera energi än solen från dess fotosfär vid en effektiv temperatur av ca 10 300 K. Den var passerat ungefär 23 procent av sin tid i huvudserien av stjärnor med termonukleär fusion av väte i dess kärna.